# Guatteria schunkevigoi
Guatteria schunkevigoi är en kirimojaväxtart som beskrevs av D. R. Simpson. Guatteria schunkevigoi ingår i släktet Guatteria och familjen kirimojaväxter. Inga underarter finns listade i Catalogue of Life.